# Đức Hồng

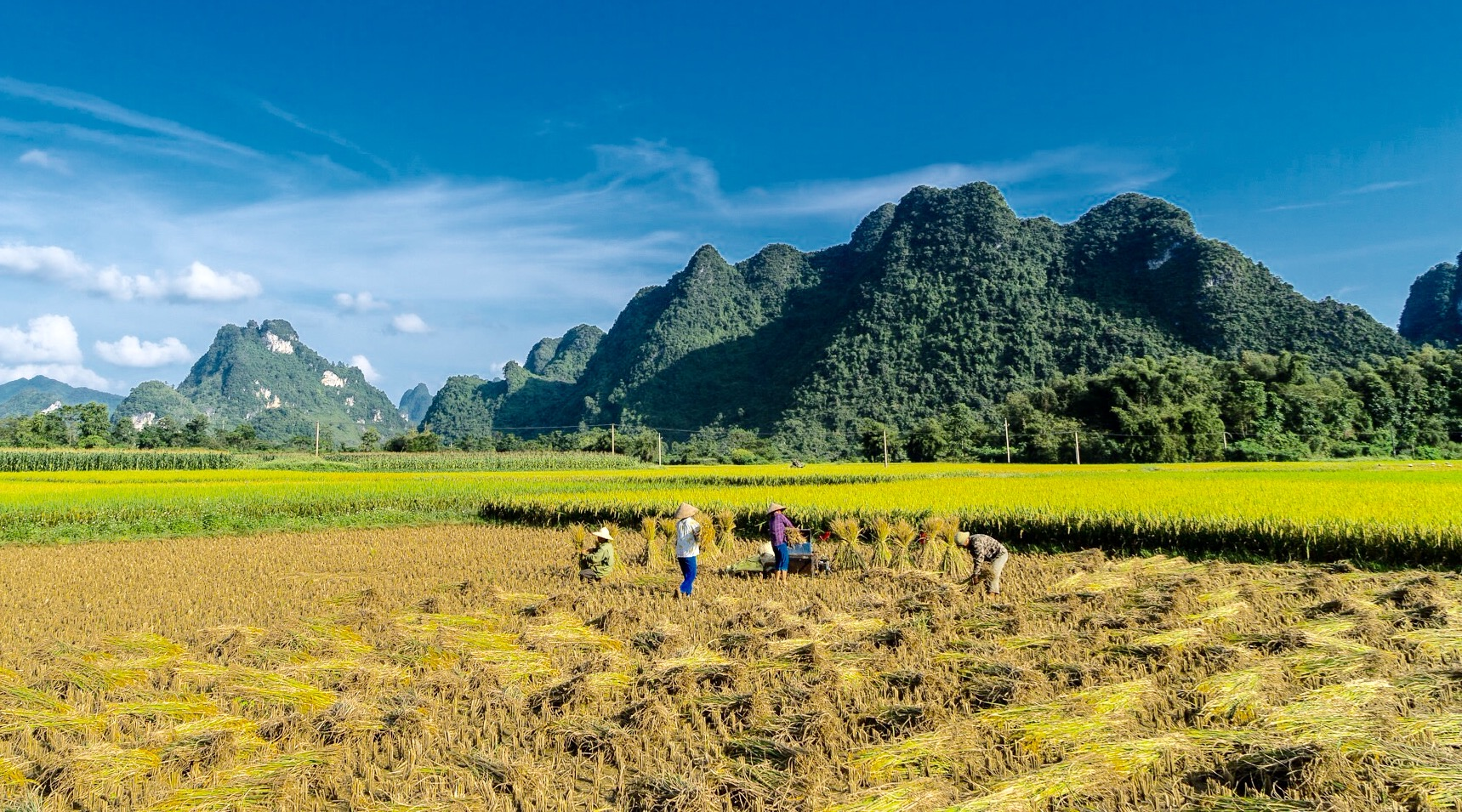
Gặt lúa ở Cảnh Tiên

Đức Hồng là một xã thuộc huyện Trùng Khánh, tỉnh Cao Bằng, Việt Nam.

## Địa lý
Xã Đức Hồng nằm gần trung tâm huyện Trùng Khánh, có vị trí địa lý:
- Phía đông giáp xã Cao Thăng
- Phía tây giáp xã Trung Phúc
- Phía nam giáp xã Đoài Dương
- Phía bắc giáp thị trấn Trùng Khánh và xã Lăng Hiếu.

Xã Đức Hồng có diện tích 36,01 km², dân số năm 2019 là 4.809 người, mật độ dân số đạt 134 người/km².
Trên địa bàn Đức Hồng có một số ngọn núi như Lũng Diên, Lũng Mò, Pác Hoang, Pác Nà, Phia Đeng.
Tỉnh lộ 206 chạy qua địa bàn xã theo chiều bắc - nam, có đèo Keng Mạ trên tuyến đường.

## Lịch sử
Địa bàn xã Đức Hồng hiện nay trước đây vốn là hai xã Cảnh Tiên và Đức Hồng thuộc huyện Trùng Khánh.
lNgày 9 tháng 9 năm 2019, Hội đồng Nhân dân tỉnh Cao Bằng ban hành Nghị quyết số 27/NQ-HĐND về việc sáp nhập một số xóm thuộc xã Cảnh Tiên và xã Đức Hồng.
Trước khi sáp nhập, xã Đức Hồng có diện tích 20,41 km², dân số là 2.964 người, mật độ dân số đạt 145 người/km², có 8 xóm: Cổ Phương, Lũng Nà, Nà Thin, Nà Khiêu, Nà Rầy, Nà Ngườm, Đầu Cầu, Sộc Khâm. Xã Cảnh Tiên có diện tích 15,60 km², dân số là 1.845 người, mật độ dân số đạt 118 người/km², có 5 xóm: Bản Chang, Cốc Lại, Pò Có, Thềnh Khe, Pác Rao.
Ngày 10 tháng 1 năm 2020, Ủy ban Thường vụ Quốc hội ban hành Nghị quyết số 864/NQ-UBTVQH14 về việc sắp xếp các đơn vị hành chính cấp huyện, cấp xã thuộc tỉnh Cao Bằng (nghị quyết có hiệu lực từ ngày 1 tháng 2 năm 2020). Theo đó, sáp nhập toàn bộ diện tích và dân số của xã Cảnh Tiên vào xã Đức Hồng.

## Hành chính
Xã Đức Hồng được chia thành 13 xóm: Bản Chang, Cổ Phương, Cốc Lại, Đầu Cầu, Lũng Nà, Nà Thin, Nà Khiêu, Nà Rầy, Nà Ngườm, Pác Rao, Pò Có, Sộc Khâm, Thềnh Khe.